# Criștioru de Jos
Criștioru de Jos è un comune della Romania di 1 470 abitanti, ubicato nel distretto di Bihor, nella regione storica della Transilvania.